# Arjan Bhullar
Arjan Singh Bhullar (Richmond, Columbia Británica; 13 de mayo de 1986) es un artista marcial mixto canadiense que actualmente compite en la división de peso pesado de ONE Championship, de dónde es el excampeón de peso pesado de ONE. También ha competido en el Ultimate Fighting Championship.
Bhullar también es un ex luchador de lucha libre olímpica y luchador colegial. En lucha libre olímpica, fue campeón nacional de la CEI en 2009 y representó a Canadá en los Campeonatos Mundiales de 2007, 2009, 2010 y 2011, los Juegos de la Mancomunidad de 2010, los Juegos Panamericanos de 2007 y los Juegos Olímpicos de Verano de 2012. En la lucha colegial, Bhullar es dos veces campeón de la NAIA.

## Carrera como luchador

### Primeros años y lucha libre universitaria
Bhullar nació y creció en Vancouver, Columbia Británica . Comenzó a luchar a una edad temprana. En su etapa en la lucha colegial, compitió para el equipo de los Simon Fraser Clan de la Universidad Simon Fraser, una universidad NAIA en ese momento. Tuvo una carrera exitosa mientras luchaba en las 285 libras, quedando tercero en 2007 y convirtiéndose en campeón en 2008 y 2009 en el NAIA Wrestling Championships . También fue nombrado Luchador del año de Canadá y luchador destacado de la NAIA en 2009. En los Campeonatos CIS de 2009, Bhullar se convirtió en el primer luchador en ganar los títulos NAIA y CIS en el mismo año.

### Carrera en la lucha libre olímpica
Durante cinco años, Bhullar fue miembro de la Selección Nacional de Canadá y también fue el Campeón Nacional desde 2008 hasta 2012 en la categoría de 120 kilogramos. En 2006, Bhullar terminó en tercera posición en Campeonatos Universitarios Mundiales. En 2007, ganó una medalla de bronce en los Juegos Panamericanos y compitió en el Campeonato Mundial. Volvió a competir en los Campeonatos del Mundo de 2009 y 2010, en este último año también ganó el campeonato de 120 kg de los Juegos de la Commonwealth. En 2012  se convirtió en el primer luchador canadiense de etnia sudasiática que representó a la Selección nacional de lucha olímpica de Canadá en los Juegos Olímpicos de Verano. Acabó en 13.ª posición.

### Carrera como entrenador
Bhullar fue uno de los entrenadores fundadores del equipo de lucha UFV Cascades en la Universidad de Fraser Valley . También es miembro del centro de formación de su familia; Bhullar Wrestling Club.

## Carrera de artes marciales mixtas

### Carrera temprana
En agosto de 2014, Bhullar tuvo su primera pelea amateur como artista marcial mixto. Se convirtió en profesional en noviembre de ese año luchando con Battlefield Fight League. Durante los siguientes años, Bhullar compitió exclusivamente en su Canadá natal y se mantuvo invicto con un récord de seis victorias. Arjan ganó el título vacante de peso pesado de la BFL con una victoria sobre Blake Nash el 17 de octubre de 2015. Ha defendido el título dos veces.

### Ultimate Fighting Championship
En mayo de 2017, Bhullar firmó con Ultimate Fighting Championship y se convirtió en el primer luchador de ascendencia indocanadiense en firmar con la empresa.
Bhullar hizo su debut promocional en UFC 215 el 9 de septiembre de 2017, contra Luis Henrique. Ganó la pelea por decisión unánime.
La siguiente pelea de Bhullar fue contra Adam Wieczorek el 14 de abril de 2018 en UFC en Fox 29. Después de controlar el primer asalto con su lucha, Bhullar finalmente sería atrapado con una omoplata al comienzo del segundo asalto, perdiendo oficialmente la pelea por sumisión a las 1:59 del segundo asalto..
Para su tercera pelea con la promoción, Bhullar se enfrentó a Marcelo Golm el 27 de octubre de 2018 en UFC Fight Night 138 . Ganó la pelea por decisión unánime.
Bhullar se enfrentó a Juan Adams el 4 de mayo de 2019 en UFC Fight Night 151 . Ganó la pelea por decisión unánime. La pelea marcó la última pelea de su contrato vigente con el UFC.

### ONE Championship
El 3 de julio de 2019, se anunció que Bhullar firmó un contrato con la promoción de MMA ONE Championship con sede en Asia, y se esperaba que hiciera su debut promocional contra Mauro Cerilli en ONE Championship: Dawn of Heroes el 2 de agosto de 2019. Sin embargo, Cerilli se retiró de la pelea debido a una infección por estafilococos y la pelea fue cancelada. La pelea finalmente tuvo lugar en ONE Championship: Century el 13 de octubre de 2019, y Bhullar ganó por decisión unánime.

#### Campeón mundial de peso pesado de ONE Championship
El 1 de febrero de 2020, se anunció que Bhullar desafiaría a Brandon Vera por el ONE Heavyweight World Championship en ONE Championship: Code of Honor el 29 de mayo de 2020, pero la pelea fue cancelada debido a la pandemia de COVID-19. La pelea se volvió a programar para tener lugar en ONE Championship: Dangal el 15 de mayo de 2021. Derrotó a Vera por nocaut técnico en el segundo asalto para ganar el Campeonato Mundial de Peso Pesado ONE, convirtiéndose en el primer luchador de ascendencia canadiense/india en ganar un título mundial de MMA.
Después de una disputa contractual, Bhullar finalmente firmó un nuevo contrato con la organización y estaba programado para enfrentar al campeón interino Anatoly Malykhin para la pelea de unificación del Campeonato Mundial de Peso Pesado ONE en ONE 161 el 29 de septiembre de 2022. Sin embargo, Bhullar se retiró debido a una lesión en el entrenamiento. Se anunció que Bhullar se sometió a una cirugía en el brazo dos semanas antes y se canceló la pelea. La pelea fue reprogramada para el 25 de marzo de 2023 en ONE Fight Night 8 . A su vez, la pelea se eliminó del evento debido a un cambio en los compromisos de la emisora y la pelea se reprogramará nuevamente para una fecha posterior. La pelea estaba programada para el 15 de julio de 2023 en ONE Fight Night 12 . Sin embargo, por razones desconocidas, la pelea se trasladó a ONE Friday Fights 22 el 22 de junio

## Vida personal
Bhullar es descendiente de indios Punjabi Sikh .
A lo largo de su carrera en MMA, Bhullar ha desarrollado una amistad con su compatriota indocanadiense y ex campeón de la WWE Jinder Mahal .

## Campeonatos y logros

### Artes marciales mixtas
- ONE Championship
  - Campeonato Mundial de Peso Pesado de ONE Championship (una vez)
- Liga de lucha del campo de batalla
  - Campeonato de peso pesado de la BFL (una vez)

### Lucha libre olímpica
- United World Wrestling
  - Medallista de oro del Gran Premio de Alemania 2012
  - Medallista de oro en el Torneo Panamericano de Clasificación Olímpica 2012
  - Medallista de oro en los Juegos de la Commonwealth de 2010
  - Medallista de bronce en los Juegos Panamericanos 2007
  - Medallista de bronce en el Campeonato Mundial Universitario 2006
  - Campeonato Mundial Juvenil 2005 - 5.º lugar
  - Medallista de oro en el Campeonato Panamericano de 2004
- Lucha olímpica de Canada
  - Miembro del equipo olímpico canadiense 2012
  - Campeón Nacional Sénior de Canadá 2012
  - 2011 Miembro del Equipo Mundial Sénior de Canadá
  - Campeón Nacional Sénior de Canadá 2011
  - 2010 Miembro del equipo mundial sénior de Canadá
  - Campeón Nacional Sénior de Canadá 2010
  - 2009 Luchador sénior canadiense del año
  - 2009 Miembro del equipo mundial sénior de Canadá
  - Campeón nacional sénior de Canadá 2009
  - Campeón Nacional Sénior de Canadá 2008
  - 2007 Miembro del equipo mundial sénior de Canadá
  - Campeón Nacional Juvenil de Canadá 2006
  - 2006 Miembro del equipo mundial juvenil canadiense
  - 2005 Campeón Nacional Juvenil de Canadá
  - 2005 Miembro del equipo mundial juvenil canadiense

- Deporte interuniversitario canadiense
  - CEI 130 kg Campeón Nacional de la Universidad Simon Fraser (2009)

### Lucha colegial
- Asociación Nacional de Atletismo Intercolegial
  - Luchador destacado de NAIA (2009)
  - NAIA 285 lb Campeón Nacional de la Universidad Simon Fraser (2009)
  - NAIA 285 lb Campeón Nacional de la Universidad Simon Fraser (2008)
  - NAIA 285 lb 3.er lugar nacional de la Universidad Simon Fraser (2007)

## Medallero
| Juegos de la Commonwealth                     | Juegos de la Commonwealth | Juegos de la Commonwealth | Juegos de la Commonwealth |
| Año                                           | Lugar                     | Medalla                   | Categoría                 |
| --------------------------------------------- | ------------------------- | ------------------------- | ------------------------- |
| 2010                                          | Delhi (India)             | Medalla de oro            | 120 kg                    |
| Juegos Panamericanos                          |                           |                           |                           |
| Año                                           | Lugar                     | Medalla                   | Categoría                 |
| 2007                                          | Río de Janeiro (Brasil)   | Medalla de bronce         | 120 kg                    |
| World University Championships                |                           |                           |                           |
| Año                                           | Lugar                     | Medalla                   | Categoría                 |
| 2006                                          | Ulán Bator (Mongolia)     | Medalla de bronce         | 120 kg                    |
| FILA Grand Prix de Alemania                   |                           |                           |                           |
| Año                                           | Lugar                     | Medalla                   | Categoría                 |
| 2012                                          | Colonia (Alemania)        | Medalla de oro            | 120 kg                    |
| Torneo Panamericano de Clasificación Olímpica |                           |                           |                           |
| Año                                           | Lugar                     | Medalla                   | Categoría                 |
| 2012                                          | Kissimmee                 | Medalla de oro            | 120 kg                    |

## Récord de artes marciales mixtas
| Récord profesional | Récord profesional | Récord profesional |
| 13 Peleas          | 11 Victorias       | 2 Derrotas         |
| Nocaut             | 4                  | 1                  |
| Sumisión           | 0                  | 1                  |
| Decisión           | 7                  | 0                  |
| ------------------ | ------------------ | ------------------ |

| Resultado | Récord | Oponente                          | Método              | Evento                                            | Fecha                    | Ronda | Tiempo | Lugar                                 | Notas                                            |
| --------- | ------ | --------------------------------- | ------------------- | ------------------------------------------------- | ------------------------ | ----- | ------ | ------------------------------------- | ------------------------------------------------ |
| Derrota   | 11-2   | Anatoliy Malykhin                 | TKO (Puñetazos)     | One Championship - One Friday Fights 22           | 23 de junio de 2023      | 3     | 2:42   | Lumpinee Stadium, Bangkok, Tailandia  | Perdió el Campeonato de Peso Pesado de ONE       |
| Victoria  | 11-1   | Brandon Vera                      | TKO (Puñetazos)     | One Championship - Dangal                         | 28 de abril de 2021      | 2     | 4:27   | Kallang, Singapur                     | Ganó el Campeonato de Peso Pesado de ONE         |
| Victoria  | 10-1   | Mauro Cerilli                     | Decisión (Unánime)  | One Championship - Century - Part 2               | 13 de octubre de 2019    | 3     | 5:00   | Tokio, Japón                          |                                                  |
| Victoria  | 9-1    | Juan Adams                        | Decisión (Unánime)  | UFC Fight Night 151                               | 4 de mayo de 2019        | 3 \|  | 5:00   | Ottawa, Ontario, Canadá               |                                                  |
| Victoria  | 8-1    | Marcelo Golm                      | Decisión (Unánime)  | UFC Fight Night 138                               | 27 de octubre de 2018    | 3     | 5:00   | Moncton, New Brunstick, Canadá        |                                                  |
| Derrota   | 7-1    | Adam Wieczorek                    | Sumisión (Omoplata) | UFC on Fox 29                                     | 14 de abril de 2018      | 2     | 1:59   | Glendale, Arizona                     |                                                  |
| Victoria  | 7-0    | Luis Henrique Barbosa de Oliveira | Decisión (Unánime)  | UFC 215 - Nunes vs. Shevchenko 2                  | 9 de septiembre de 2017  | 3     | 5:00   | Edmont, Alberta, Canadá               |                                                  |
| Victoria  | 6-0    | Joe Yager                         | Decisión (Unánime)  | BFL 48 - Battlefield Fight League                 | 29 de abril de 2017      | 3     | 5:00   | Coquitlam, Columbia Británica, Canadá |                                                  |
| Victoria  | 5-0    | Chris Catala                      | TKO (Puñetazos)     | HKFC - Hard Knocks 51                             | 14 de octubre de 2016    | 1     | 4:29   | Calgary, Alberta, Canadá              |                                                  |
| Victoria  | 4-0    | Ryan Pokryfky                     | Decisión (Unánime)  | BFL 45 - Battlefield Fight League: Ascension      | 17 de septiembre de 2016 | 5     | 5:00   | Coquitlam, Columbia Británica, Canadá | Retiene el Campeonato de BFL en peso pesado      |
| Victoria  | 3-0    | Blake Nash                        | TKO (Parada Médica) | BFL 39 - Battlefield Fight League: Halloween Hell | 17 de octubre de 2015    | 2     | 5:00   | Coquitlam, Columbia Británica, Canadá | Gana el vacante Campeonato de BFL en peso pesado |
| Victoria  | 2-0    | Jon-Taine Hall                    | Decisión (Unánime)  | HKFC - Hard Knocks 44                             | 26 de junio de 2015      | 3     | 5:00   | Calgary, Alberta, Canadá              |                                                  |
| Victoria  | 1-0    | Adam Santos                       | TKO (Puñetazos)     | BFL 33 - Battlefield Fight League                 | 7 de noviembre de 2014   | 3     | 2:22   | Coquitlam, Columbia Británica, Canadá | Debut profesional                                |